# Surinam i olympiska sommarspelen 1996
Surinam deltog i de olympiska sommarspelen 1996 med en trupp bestående av 7 deltagare, vars medverkan resulterade i en bronsmedalj.

## Badminton
Herrsingel
- Oscar Brandon

## Friidrott
Herrarnas 800 meter
- Tommy Asinga

Damernas 800 meter
- Letitia Vriesde